# イオンモール津南
イオンモール津南（イオンモールつみなみ）は、三重県津市高茶屋に所在し、イオンモール株式会社が運営・管理するショッピングセンターである。

## 概要
以前同地に存在した、イオン津南ショッピングセンターサンバレーが老朽化のため2016年2月29日で閉店した。
その土地にイオンモールが目を付け、出店する方針を固め、開業が確実となった。
イオンモールとしては三重県内6店舗目となり、売場面積はイオンモール鈴鹿に次いで県内2番目の広さとなる。
この土地は海から2 kmに存在しており、東日本大震災以降に開業したイオンタウン釜石やイオンモールいわき小名浜など、他の海沿いのイオン系のショッピングセンターと同様に津波対策を行っている。そのため通常2-3階建ての店舗棟が地上4階建てになっており、立体駐車場棟は地上5階建てとなっている。

### 沿革
- 2016年（平成28年）2月29日 - イオン津南ショッピングセンターサンバレー閉店。
- 2017年（平成29年）7月18日 - イオンモール出店決定[6]。
- 2018年（平成30年) 
  - 11月6日 - ソフトオープン。
  - 11月9日 - 開業[1]。イオンシネマ津南では、こけら落とし作品の一つとなった『走れ!T校バスケット部』（古澤健監督）の出演者[注釈 1]が舞台挨拶を行った。
- 2020年（令和2年）
  - 4月16日～5月17日 - イオンシネマ津南が新型コロナウイルス感染症流行の影響により臨時休業[8]。

## テナント

### イオンスタイル津南

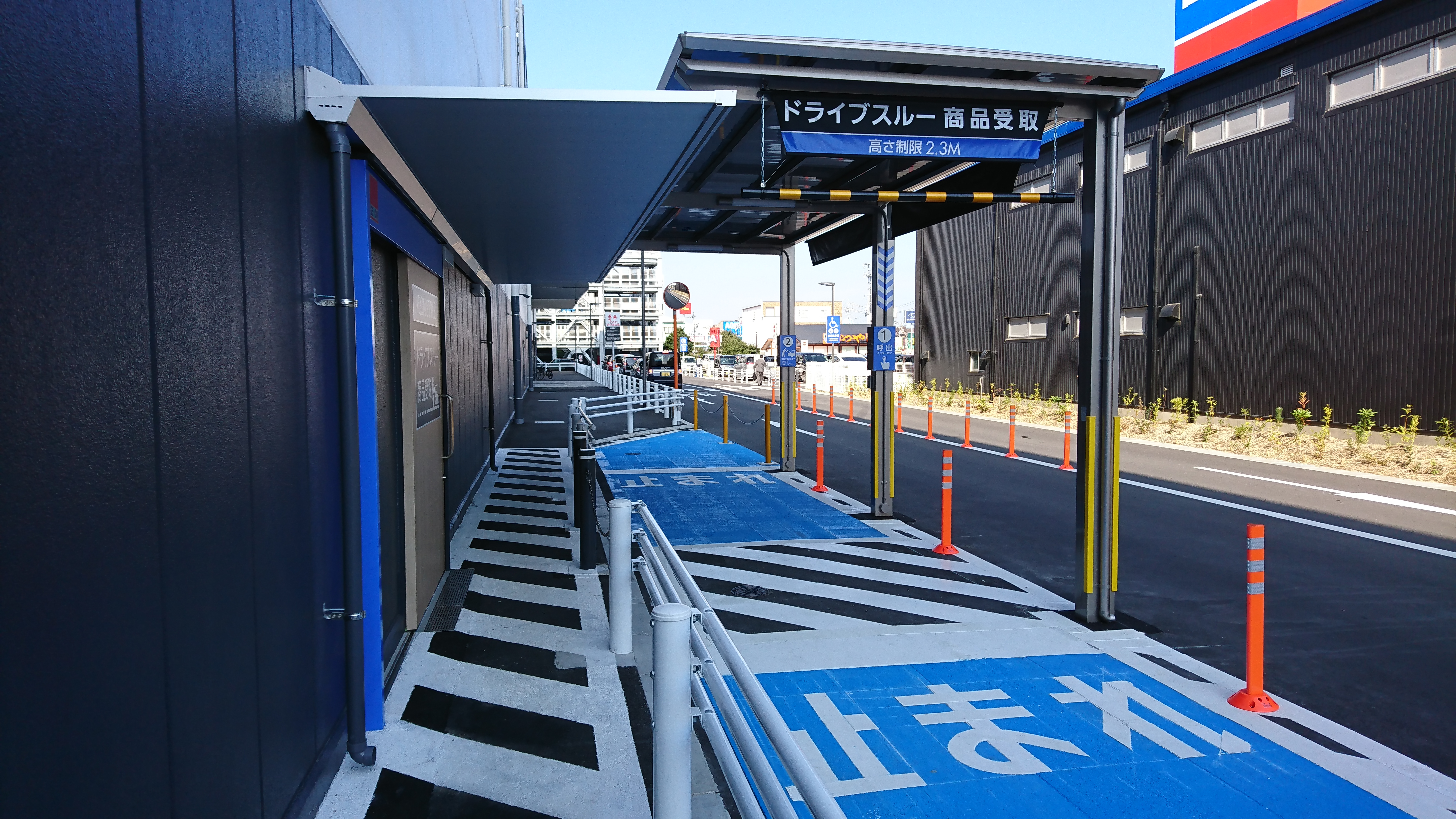
イオン初のドライブスルー

三重県内におけるイオンスタイル業態の店舗の1号店である。
イオンでは初となるドライブスルーを取り入れる。

### 専門店
専門店では、近隣に本社を構える井村屋が初となる実店舗を置く。

#### イオンシネマ津南
イオンシネマ津南（イオンシネマつみなみ）は、イオンエンターテイメント株式会社が運営するシネマコンプレックス（映画館）。イオンモール津南の3階に入居しており、同じくイオングループのゲームセンター「PALO」が併設されている。
開館時点で津市内にはイオンシネマ津が存在しており、2025年（令和7年）6月15日に同館が閉館するまでは2館体制で共存していた。

## 交通
- JR紀勢本線 高茶屋駅 … 徒歩7分
  - 津 亀山 松阪方面（普通列車）
- イオンモール津南バス停留所 … 店東側「バス・公園入口」付近屋外
  - 三重交通 … 津 椋本 豊が丘 サイエンスシティ 天白 香良洲 久居方面
  - 津市コミュニティバス久居・雲出ルート【曜日限定】 … 新家（桃園駅）方面

## 周辺施設
ゴルフ5 津南店（旧：アルペン）
イオンモールの向かいに所在。1階にあるスポーツデポと運営会社が同じであり、補完関係にある。
スポーツデポはサンバレー時代から存在したが、一方でアルペンも向かい合って営業しており、長らく社内競合状態となっていた。
建て替えと同時にサンバレーからゴルフ5が移転し、イオンモール津南の開業とスポーツデポの営業再開に合わせてアルペンが閉店。ゴルフ5単独で営業することで棲み分けを図った。
ラウンドワンスタジアム 津・高茶屋店
同じく向かいに所在。
Coo&RIKU 津高茶屋店
同上。